# Três Passos (ort)
Três Passos är en ort i Brasilien.   Den ligger i kommunen Três Passos och delstaten Rio Grande do Sul, i den södra delen av landet, 1 400 km söder om huvudstaden Brasília. Três Passos ligger 449 meter över havet och antalet invånare är 17 286.
Terrängen runt Três Passos är platt åt sydväst, men åt nordost är den kuperad. Três Passos ligger uppe på en höjd. Det finns inga andra samhällen i närheten.
Trakten runt Três Passos består till största delen av jordbruksmark. Runt Três Passos är det ganska glesbefolkat, med 31 invånare per kvadratkilometer.